# Монфортіню
Монфортіню (порт. Monfortinho; МФА: [mõ.fuɾ.ˈti.ɲu]) — парафія в Португалії, у муніципалітеті Іданя-а-Нова. Розташована в східній частині країни, на теренах історичної португальської провінції Бейра. Входить до складу округу Каштелу-Бранку. За адміністративним поділом, чинним до 1976 року, терени парафії були складовою провінції Нижня Бейра. Належить до Порталегрівсько-Каштелу-Бранківської діоцезії Католицької церкви. Патрон — Діва Марія. Площа — 53,2553 км². Населення — 536 ос. (2011). Слабо урбанізований регіон. Густота населення — 10,06 осіб/км²
. Код — 050507.

## Населення
| 1960  | 1970 | 1981 | 1991 | 2001 | 2011 |
| 1 345 | 936  | 885  | 756  | 608  | 536  |